# Angela Davis
Angela Yvonne Davis (Birmingham, 26 gennaio 1944) è un'attivista statunitense del movimento afroamericano, militante del Partito Comunista degli Stati Uniti d'America fino al 1991.

## Biografia

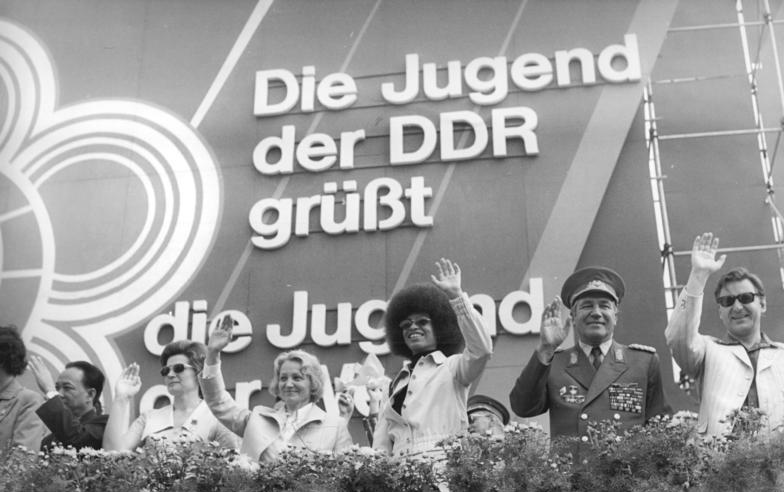
Angela Davis (al centro, con la sua tipica "acconciatura afro") a Berlino Est, con Margot Honecker, Heinz Hoffmann, Siegfried Lorenz e Valentina Tereškova, al Festival mondiale della gioventù e degli studenti del 1973

Nata in Alabama, in un quartiere dominato da un acuto conflitto etnico, a 14 anni si iscrive alla Little Red School House, scuola privata del Greenwich Village, quartiere radicale e progressista di New York. Lì comincia i suoi studi sul socialismo e sul comunismo e inizia a militare nel gruppo giovanile comunista. Prosegue gli studi alla Brandeis University, in Massachusetts, poi a Parigi e in Germania, alla Scuola di Francoforte, allieva di Marcuse. In pari tempo crescono la sua coscienza politica e il suo attivismo e, ben presto, l'evolvere degli eventi negli Stati Uniti d'America, con il dilagare del movimento per i diritti civili, la spinge a tornare.
Negli USA, Davis, ormai tra i leader del movimento e del Partito comunista statunitense, balza agli onori della cronaca per la sua dura detenzione in carcere, in cui viene rinchiusa dopo una lunga latitanza, per il suo presunto coinvolgimento con la rivolta del 7 agosto 1970, in cui Jonathan Jackson e altre Pantere Nere sequestrarono il giudice Harold Haley, finita in tragedia. 
Il 7 agosto 1970, Jonathan Jackson, fratello minore del Field Marshal per le Prigioni del Black Panther Party George Jackson, entrò nell'aula del tribunale di San Rafael in California, dove si stava celebrando il processo contro tre detenuti neri, militanti del Partito delle Pantere; Jon, appena diciassettenne, estrasse un fucile e prese in ostaggio il giudice, il procuratore distrettuale ed alcuni giurati, distribuendo le armi agli imputati e dicendo: «Bene, signori. Ora comando io». Sequestratori e ostaggi salirono su furgone parcheggiato fuori dal tribunale, incappando in un posto di blocco poco dopo: i sequestratori vennero uccisi nella sparatoria con la polizia, mentre tentavano la fuga; anche il giudice Haley rimase vittima del conflitto a fuoco. 
Qualche giorno dopo, una delle armi usate da Jackson nella rivolta, una pistola Browning, risultò intestata ad Angela Davis, inserita immediatamente nella lista dei dieci criminali più pericolosi ricercati dall'FBI. Per la legge californiana, chi fornisce l'arma è colpevole quanto chi esegue il reato e pertanto fu accusata di rapimento, cospirazione e omicidio. Davis risulterà innocente e verrà assolta con formula piena. Ma proprio dal carcere Davis scriverà alcune delle pagine più famose della contestazione statunitense, tanto da meritare tre canzoni in suo onore: Angela del Quartetto Cetra (la prima in assoluto, scritta nel 1971), Angela di John Lennon e Yōko Ono e Sweet Black Angel dei Rolling Stones. In Francia la sua liberazione fu sostenuta, fra gli altri, da Jean-Paul Sartre, Gerty Archimède, Pierre Perret ed in Italia da Virgilio Savona, componente del Quartetto Cetra e marito di Lucia Mannucci.

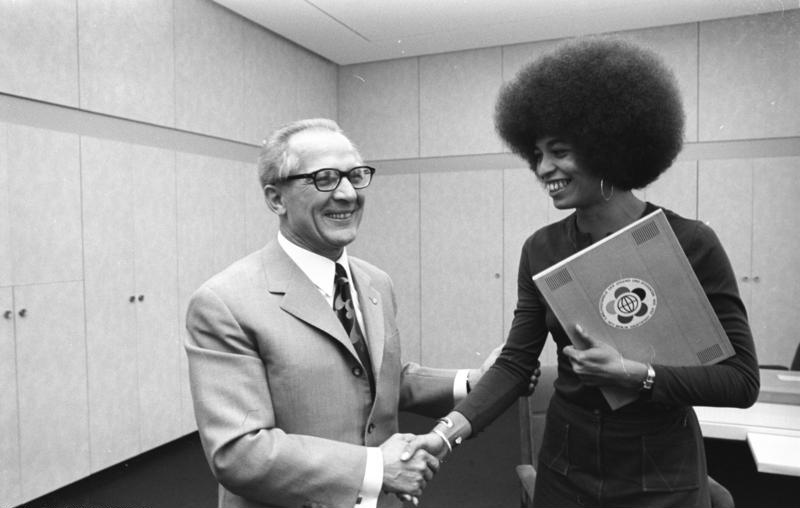
Angela Davis a Berlino Est nel 1972 con Erich Honecker

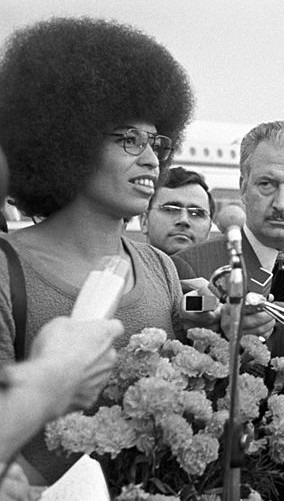
Angela Davis a Mosca nel 1981

Scagionata con formula piena dalle accuse che l'avevano tenuta in cella, ricomincia il suo percorso di militanza, concentrando i suoi sforzi sul problema delle carceri, delle origini sociali ed etniche della detenzione di milioni di afrostatunitensi negli istituti penitenziari.
Angela Davis non fu solo una militante del Partito comunista. Partecipò al Black Panther Party e costruì la sezione dello SNCC di Los Angeles. I socialisti erano ben lontani dell'essere maggioritari nei movimenti contro l'oppressione etnica e si trovarono spesso in difficoltà all'interno di questi movimenti. Ma fu sulla base di questa esperienza che Angela Davis portò un contributo pratico e teorico rilevante.
La sua analisi apporta un contributo fondamentale alla costruzione di una teoria che allo stesso tempo spiega e dà gli strumenti per cambiare il mondo. Individuando nello sfruttamento la radice dell'oppressione, dipinge il ritratto di un'unica classe, la classe lavoratrice, che nello stesso tempo subisce – e può combattere – razzismo e sessismo.
Angela Davis ha insegnato nel dipartimento di History of Consciousness dell'Università della California - Santa Cruz, dove ha diretto anche il Women Institute.
Membro attivo del Partito Comunista statunitense sino al 1991, è stata tra i fondatori, a seguito del tentato colpo di Stato sovietico atto a deporre Michail Gorbačëv e della caduta del muro di Berlino, del Committees of Correspondence for Democracy and Socialism, nato da una scissione di un'ala del Partito maggiormente propensa ad abbandonare la teorie ed i precetti leninisti, pur continuando ad intrattenere rapporti con esso. Negli ultimi anni si è tenacemente scagliata contro la degenerazione del movimento afrostatunitense verso il fondamentalismo islamico (il riferimento è alla Nazione Islamica di Louis Farrakhan, movimento islamista e maschilista, e al suo alleato New Black Panther Party, che hanno riempito il vuoto lasciato dalla scomparsa delle laiche e progressiste Black Panthers, le Pantere Nere). È vegana e, dopo aver fatto coming out nel 1997, apertamente lesbica.

## Nella cultura di massa
- La prima canzone in omaggio ad Angela Davis fu, nel 1971, Angela, scritta da Tata Giacobetti ed Antonio Virgilio Savona ed incisa dal Quartetto Cetra. Nel 1971 il Quartetto conduceva il programma Stasera sì, con la direzione musicale di Mario Bertolazzi: nel corso della puntata del 7 novembre il Quartetto presentò la canzone Angela. Il giorno dopo Felice Chiusano (uno dei membri del Quartetto) ricevette da uno sconosciuto un messaggio: «Dica al suo collega Savona di non fare il gradasso sul palcoscenico e di lasciar perdere la politica, di cantare Nella vecchia fattoria e di smetterla di sfruculiare con Angela Davis e tutto il resto [...] queste sono cose delicate, mi sono spiegato?». Chiusano raccontò l'episodio a Savona, che ne trarrà ispirazione per comporre la canzone Cose delicate.[6]
- Il numero 3 di Ca Balà ha in copertina l'immagine di Angela Davis realizzata da Sirio Midollini. Un fondo nero da cui emergono soltanto gli occhi, i riccioli del capelli e le stelle della bandiera americana con le strisce bianche e rosse che fanno da bavaglio.[7]
- La canzone dei Rolling Stones Sweet Black Angel, contenuta nell'album del 1972 Exile on Main St., è dedicata ad Angela Davis.
- La canzone di John Lennon e Yōko Ono Angela, contenuta nell'album del 1972 Some Time in New York City, è dedicata ad Angela Davis.
- Nel 1974 Francesco De Gregori ha citato Angela Davis nella sua canzone Informazioni di Vincent, contenuta nel cosiddetto album della pecora: «Guardo le mie povere cose, una vecchia foto di Angela Davis muore lentamente sul muro, e a me di lei, non me n'è fregato niente, mai».
- Il personaggio di Laureen Hobbs nel film del 1976 Quinto potere è chiaramente ispirato alla Davis.

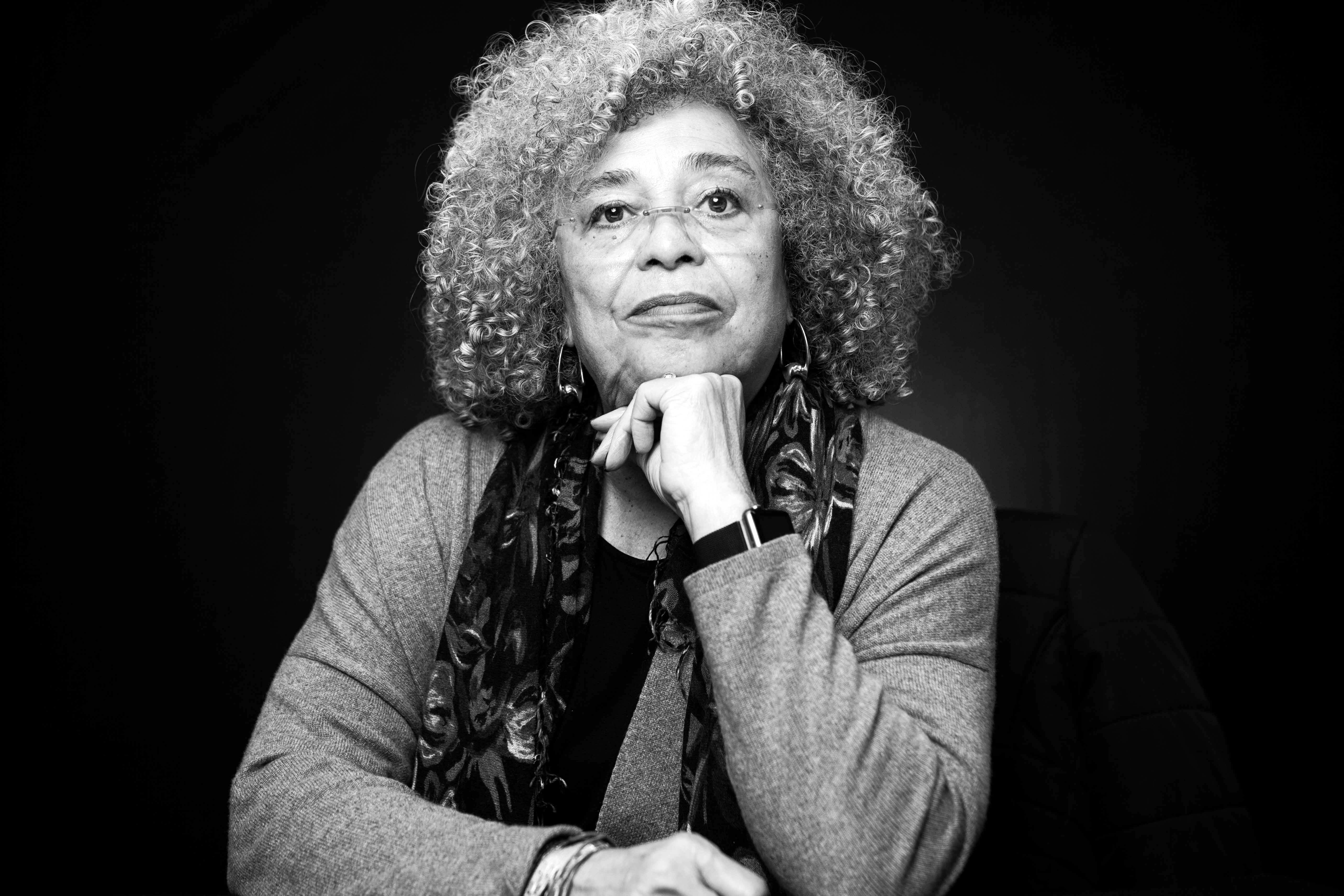
Angela Davis nel 2019

- Nel 1993 i Negu Gorriak hanno citato Angela Davis nella loro canzone JFK, contenuta nel doppio album Borreroak Baditu Milaka Aurpegi: «Angela Davis Gure Laguna da» ossia «Angela Davis è nostra amica». La canzone è una presa in giro del Kennedy buono, presidente di una nazione che ha voluto fare lo sceriffo in tutto il mondo e governare l'America del Sud. Fermin Muguruza, leader e cantante dei Negu Gorriak, afferma che gli amici sono altri: non il presidente statunitense, ma chi ha lottato per la libertà dei popoli dell'America el Sud e non solo: Ernesto Guevara, Malcolm X, Emiliano Zapata, Augusto César Sandino, Carlos Fonseca Amador, Túpac Amaru, Tatanka Yotanka, Simón Bolívar, José Martí e, appunto, Angela Davis
- Lo Svedese, il protagonista del romanzo di Philip Roth  Pastorale americana, immagina di parlare con Angela Davis nella cucina della sua casa a Old Rimrock per scoprire dove sia sua figlia, latitante dopo un attentato terroristico compiuto nella sua cittadina.
- Angela Davis è rappresentata, tra le varie figure del comunismo, nella parte sinistra del dipinto I funerali di Togliatti di Renato Guttuso, tra l'autore stesso, Elio Vittorini e Jean-Paul Sartre.[8]
- Un ritratto della Davis si trova in un murale dipinto da Jorit e Tukios davanti all'entrata del quartiere napoletano di Scampia ed all'uscita della stazione della metropolitana di Piscinola-Scampia. Al suo fianco un murale degli stessi autori rappresenta Pier Paolo Pasolini.

## Opere
- Nel ventre del mostro, Editori riuniti, Roma, 1971.
- La rivolta nera, Editori riuniti, Roma, 1972
- Autobiografia di una rivoluzionaria, Garzanti, Milano, 1975 (riedito da Minimum Fax, 2007. ISBN 978-88-7521-121-9).
- Bianche e nere, Editori riuniti, Roma, 1985 (riedito da Edizioni Alegre, 2018, col titolo originale Donne, razza e classe)
- Aboliamo le prigioni? Contro il carcere, la discriminazione, la violenza del capitale, Minimum Fax, Roma, 2009. ISBN 978-88-7521-201-8.
- La libertà è una lotta costante. Ferguson, la Palestina e le basi per un movimento, Ponte alle Grazie, Firenze, 2018. ISBN 978-88-6833-844-2
- Donne, razza e classe, Edizioni Alegre, 2018 (già edito col nome Bianche e nere da Editori riuniti, 1985).
- Blues e femminismo nero. Gertrude «Ma» Rainey, Bessie Smith e Billie Holiday, Edizioni Alegre, 2018 ISBN 978-88-3206-765-1